# رادرفوردیم-۲۵۳
رادرفوردیم-۲۵۳ یکی از ایزوتوپ‌های رادرفوردیم است که نیمه‌عمری معادل ۱۳ میلی ثانیه دارد و با شکافت خود به خودی و واپاشی آلفا تجزیه می شود.
رادرفوردیم-۲۵۳ برای اولین بار در واکنش زیر سنتز شد:
{\displaystyle \mathrm {^{242}_{94}{Pu}+_{10}^{22}Ne\rightarrow _{104}^{257}Rf^{*}} {\begin{matrix}\nearrow \mathrm {^{253}_{104}Rf+4_{0}^{1}n} \\\searrow \mathrm {^{252}_{104}Rf+5_{0}^{1}n} \end{matrix}}}